# Эйглер, Дональд
Дональд Эйглер (англ. Donald M. Eigler; 23 марта 1953, Лос-Анджелес, США) — американский физик, специалист по физике твердого тела, один из пионеров нанотехнологии. Часто упоминается как пионер в области манипуляции атомами.
Член Национальной академии наук США (2012).

## Карьера
Обучался и получил степень доктора философии в Калифорнийском университете в Сан-Диего. В 1986—2011 годах работал в IBM Almaden Research Center. Известность принесли работы по манипуляции атомами, известные под названием квантовый загон   и первому наблюдению квантового миража .

## Награды и признание
- Newcomb Cleveland Prize (1993)
- Премия имени Дэнни Хайнемана (1995)
- The Nanoscience Prize (1999) [5]
- Davisson–Germer Prize in Atomic or Surface Physics (2001)
- Премия Кавли (2010)
- Мемориальная лекция Манне Сигбана (2012)